# NGC 1212
NGC 1212 في الفهرس العام الجديد، هي مجرة، تقع في كوكبة حامل رأس الغول. اكتشفت في 18 أكتوبر 1884 بواسطة لويس سويفت.

## روابط خارجية
- NGC 1212 على موقع ويكي سكاي: DSS2, SDSS, GALEX, IRAS, Hydrogen α, X-Ray, Astrophoto, Sky Map, Articles and images